# Charles Stanhope (tercer earl de Stanhope)
Charles Stanhope (también conocido como Charles Mahon), 3.er conde de Stanhope, (3 de agosto de 1753-15 de diciembre de 1816) fue un estadista y científico británico.

## Primeros años
Nacido en Londres, en una familia acomodada, era el segundo hijo de Philip Stanhope, II conde Stanhope. Se educadó en Eton y en la Universidad de Ginebra. Durante su estancia en Ginebra, se dedicó al estudio de las matemáticas con Georges-Louis Le Sage. A los veinte años, durante su estancia en Ginebra, Stanhope ya daba síntomas de ser un científico prometedor y un buen atleta. En la ciudad suiza adquirió un intenso amor por la libertad.

## Política
Regresó a Inglaterra en 1774, y tras la muerte de su padre en 1786, paso a formar parte de la realeza y en 1880 se convirtió en un miembro de la Cámara de los Comunes, .
Lord Stanhope era un hombre extraño, inteligente y serio, que estaba más interesado en la ciencia y la filosofía que en la política. Era un hombre alto, delgado y pálido, pero tenía una voz y una mente prominentes, ayudándose de las manos y siendo muy expresivo cuando quería explicar algo.
En 1774 se casó con Lady Hester Stanhope Pitt (1755-1780), hermana del Inglés Pitt gghprimer ministro William Junior, y dos años más tarde nació su primera hija, que se convertirá en la famosa arabista viajera lady Hester Stanhope. Stanhope tuvo otras dos hijas de este matrimonio, antes de la temprana muerte de su esposa, en julio de 1780. En 1781 contrajo matrimonio con Louisa (1758-1829), hija y única heredera del diplomático y político británico Henry Grenville. Con Luisa tuvo tres hijos, el primero de ellos, Philip Henry Stanhope (1781-1855) heredó no sólo el título de conde de Stanhope, sino también muchos de los gustos científicos de su famoso padre.

## Ciencia, negocios y escritura

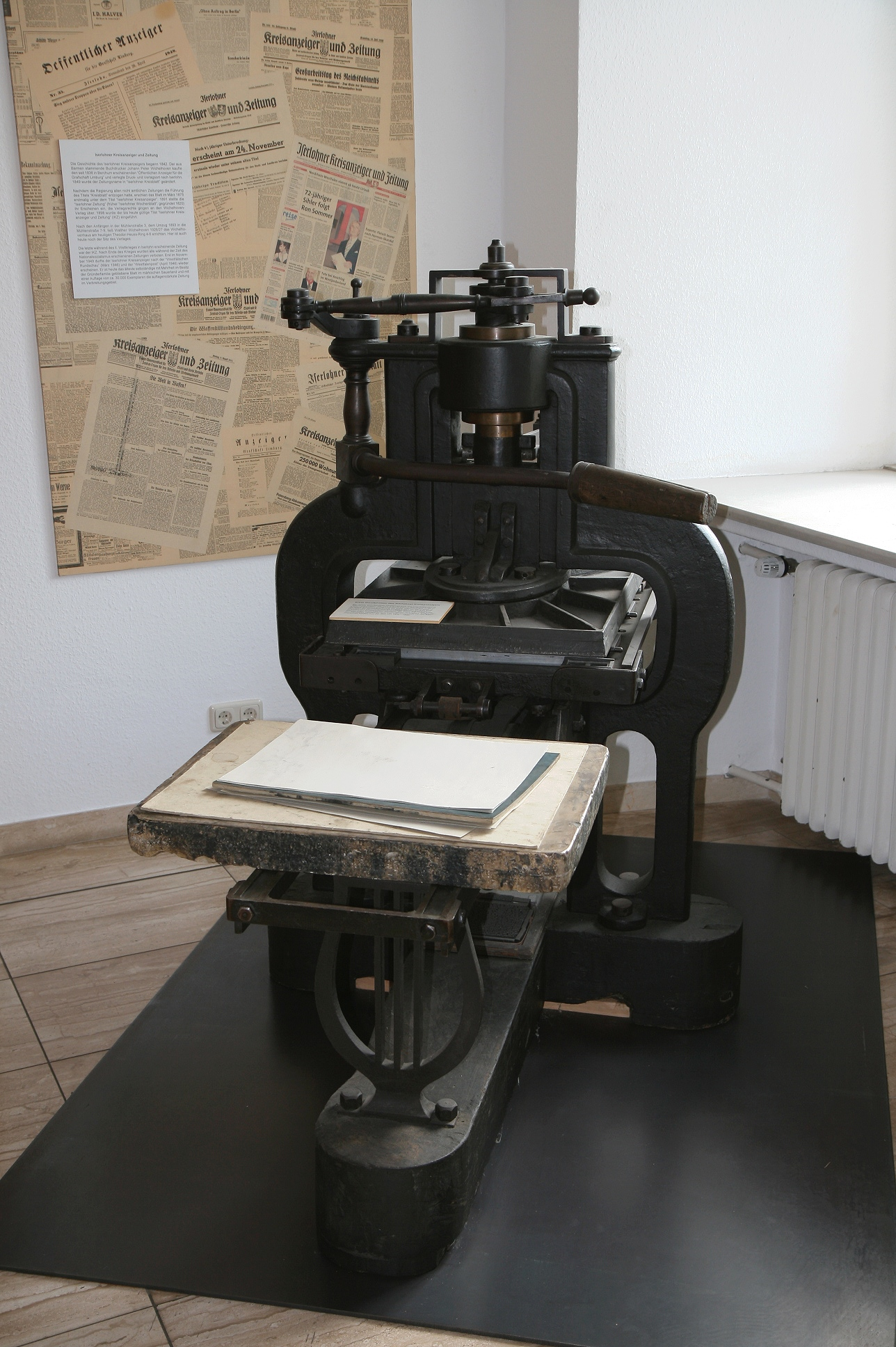
Prensa de Stanhope

Stanhope fue un científico consumado. Comenzó estudiando matemáticas con la tutela de Georges-Louis Le Sage en la Universidad de Ginebra. También estudió la electricidad, sobre la que publicó en 1779 Principles of Electricity figura su teoría sobre la “línea de retorno”, que resulta del contacto de la corriente eléctrica de un rayo con la tierra que fue posteriormente ampliado en una contribución a las Philosophical Transactions de 1787.
Fue elegido miembro de la Royal Society en 1772 y dedicó gran parte de sus ingresos a experimentos sobre ciencia y la filosofía. En 1809, desarrolló la prensa para imprenta que lleva su nombre ( Prensa Stanhope ) para trabajos de imprenta. Construída de hierro y de manejo mucho más fácil que las neo-plantinianas de madera.
Inventó un método de sujeción para los edificios que estuvieran en llamas (lo cual resultó imposible), la imprenta y la lente que llevan su nombre y un monocordio para afinar instrumentos musicales, sugirió que las mejoras en las compuertas de esclusas, hizo experimentos en la navegación a vapor e inventó dos máquinas de cálculo,una aritmética y otra lógica, conocida como el demostrador de Stanhope.
Cuando adquirió una propiedad extensa en Devon, Stanhope proyectó un canal a través del condado desde el Canal de Bristol hasta el Canal de la Mancha, levantando el mapa topográfico él mismo.
Sus labores principales en literatura consistieron en una respuesta a Edmund Burke Reflexiones sobre la Revolución Francesa (1790) y un ensayo sobre los derechos de los jurados (1792), y meditó la realización de un compendio de los estatutos.

## El demostrador de Charles Stanhope
Se trata de la primera máquina lógica del mundo construida. A parte de poder ser utilizada para resolver silogismos tradicionales por un método aproximado al de los círculos de Venn, podía manejar silogismos numéricos y también problemas elementales de probabilidad.

## Muerte y sucesión
Lord Stanhope murió en la residencia familiar de Chevening, Kent, y fue sucedido por su hijo mayor, que compartía gran parte del interés científico de su padre, pero también es conocido por su asociación con Kaspar Hauser. Su monumento en Chevening fue esculpido por Josephus Pinnix Kendrick.